# Gorges de l'Avon
Les gorges de l'Avon sont des gorges essentiellement taillées dans le calcaire d'une arête située à 2,5 km à l'ouest du centre de Bristol, à cheval avec le Somerset, dans le Sud-Ouest de l'Angleterre, au Royaume-Uni. L'embouchure du fleuve Avon est située 5 km au nord-ouest.